# 小倉雄三
小倉 雄三（おぐら ゆうぞう、1942年10月7日 - 1998年11月24日）は、日本の俳優。本名は同じ。
神奈川県出身。ラジオ東京放送劇団、青年工房、富士放送プロ、三文くらぶを経て、エヌ・エー・シーに所属していた。

## 出演

### テレビドラマ
- 隠密剣士シリーズ（TBS）
  - 隠密剣士
    - 第八部 忍法まぼろし衆 第9話「甲賀の金剛」（1964年）
    - 第九部 傀儡忍法帖 第1話「謎の傀儡師」（1964年） - 伊賀同心・財津右之助
    - 第十部 変幻忍法帖 第5話「能登流一色道順」（1965年） - 一郎太

  - 新隠密剣士 第一部 忍秘影一族 第9話「鬼念坊蜘蛛絡み」、第10話「双忍術法」（1965年）
- 鉄道公安36号 第82話「出発進行」（1965年、NET）
- 丹下左膳（1965年、TBS）- 大林門之亟
- 泣いてたまるか（TBS）
  - 第11話「先輩後輩」（1966年）
  - 第40話「僕もガードマン」（1967年）
  - 第45話「先生、初恋の人に逢う」（1967年）
- マグマ大使（CX） - 荒船
  - 第25話「悪魔からのクリスマス・プレゼント」（1966年）
  - 第26話「冷凍作戦完了す」（1966年）
  - 第27話「裏切り者サルタンを殺せ」（1967年）
  - 第28話「怪獣ダコーダの最期」（1967年）
- レモンのような女 第3話「燕がえしのサヨコ」（1967年、TBS）
- ウルトラセブン 第30話「栄光は誰れのために」（1968年、TBS） - 中西隊員
- 風来坊 第2話（1968年、CX）
- 五人の野武士 第7話「誇り高き男たち」（1968年、NTV）
- オレとシャム猫 第19話「屍体がサウナにやって来た」（1969年、TBS）
- 女殺し屋 花笠お竜 第5話「盗人は子守歌が好き」（1969年、12ch）
- 火曜日の女シリーズ（NTV）
  - 木の葉の家（1970年）- 菅沼
  - ある朝、突然に…（1972年）
- 特別機動捜査隊（NET）
  - 第178話「奇妙な女」（1965年）
  - 第435話「一郎とマリ」（1970年）
  - 第465話「ある団地夫人の場合」（1970年）
- 鬼平犯科帳（NET）
  - 第1シリーズ 第48話「密通」（1970年）
  - 第2シリーズ 第23話「泥鰌の和助始末」（1972年）
- 花王 愛の劇場（TBS）
  - 第二の結婚（1971年）
  - 放浪記（1974年）
  - 夫婦（1982年）
- 人形佐七捕物帳 第10話「怪談・変幻地獄」（1971年、NET） - 千田源八郎
- 天皇の世紀 第一部 第12話「義兵」（1971年、ABC）
- 緊急指令10-4・10-10 第10話「死を呼ぶバイオリン」（1972年、NET） - 緒方俊夫
- 太陽にほえろ!（NTV）
  - 第24話「ジュンのお手柄」（1972年） - 山本派出所巡査
  - 第34話「想い出だけが残った」（1973年） - 大林秘書
  - 第71話「眠りの中の殺意」（1973年） - 北川（中光商事社員）
  - 第78話「恐怖の瞬間」（1974年） - 本庁刑事
  - 第92話「シンデレラ刑事」（1974年） - 記者
  - 第104話「葬送曲」（1974年） - 根岸友雄
  - 第117話「父と子の再会」（1974年） - 三田の秘書
  - 第136話「生命を燃やす時」（1975年） - 西川
  - 第160話「証言」（1975年） - 古賀（改政社リーダー）
  - 第257話「山男」（1977年） - 柿本の秘書
  - 第293話「汚れなき殺人者」（1978年） - 喫茶店マスター
  - 第319話「年上の女」（1978年） - 矢倉建設社員
  - 第356話「制服を狙え!」（1979年） - 佐野清
  - 第389話「心の重荷」（1980年） - 栗本（竜神会幹部）
  - 第405話「時効」（1980年） - 桑田正巳
  - 第433話「金髪のジェニー」（1980年） - 黒沢（海盛物産経営者）
  - 第473話「ダーティなゴリ」（1981年） - 江本公害研究所所員
  - 第574話「冒険の海」（1983年） - 公栄商事社員
  - 第642話「ハワイアン・コネクション」（1985年） - 加藤
  - 第684話「美しき花の誘惑」（1986年） - 柏木
- パパと呼ばないで 第29話「赤ちゃん生んじゃう!」（1973年、NTV） - 村山刑事 ※小倉勇三名義
- マドモアゼル通り 第23話「新しいライバル」（1973年、YTV）
- 雑居時代 第14話「失礼しました!」（1974年、NTV） - 間違えられた女の亭主
- 荒野の用心棒 第28話「虐殺の丘に女の復讐が燃えて…」（1973年、NET） - 佃八郎太
- 荒野の素浪人 第2シリーズ 第4話「無頼の掟」（1974年、NET）
- 仮面ライダーシリーズ（MBS）
  - 仮面ライダーV3 第51話「ライダー4号は君だ!」（1974年） - デストロン医師
  - 仮面ライダースーパー1 第28話「人間を写しとる怪奇ビデオ怪人」（1981年） - 山本博士
- 大河ドラマ（NHK）
  - 勝海舟 第21話「咸臨丸渡航」（1974年） - 有村雄助
  - 春の波涛 第16話「女ごころ」（1985年） - 議員
  - 徳川慶喜（1998年） - 近衛忠房
- 幡随院長兵衛お待ちなせえ 第23話「拐かされた女」（1974年、MBS）
- ブラザー劇場（TBS）
  - 若い!先生（1974年）
  - 刑事くん 第4部 第17話「パリより友情をこめて」（1976年）
- イナズマンF 第19話「イナズマン　デスパー軍団に入隊す!!」（1974年、NET） - 科学者A
- スーパーロボット マッハバロン第1話「マッハバロン暁に出撃す」・第3話「マッハバロン強奪計画」　（1974年、NTV） - 嵐田陽一郎
- 傷だらけの天使 第16話「愛の情熱に別れの接吻を」（1975年、NTV）
- Gメン'75（TBS）
  - 第4話「殺し屋刑事」（1975年） - 五井銀行行員
  - 第213話「ニューカレドニアの逃亡者」（1979年） - 国友商事社員
  - 第236話「国会議員宿舎の連続強盗事件」（1979年） - 西ヶ谷の第一秘書
- 鬼平犯科帳 第25話「鯉肝のお里」（1975年、NET）
- 非情のライセンス 第2シリーズ 第90話「兇悪の偽装工作」（1976年、NET） - 岡本英彦
- 特捜最前線（ANB）
  - 第5話「行方不明の愛」（1977年）
  - 第184話「慕情」（1980年）
  - 第293話「木枯らしの街で!」（1982年）
  - 第338話「午前0時30分の証言者!」（1983年）
  - 第360話「哀・弾丸・愛II 7人の刑事たち」（1984年）
  - 第386話「OL・疑惑の失踪事件!」（1984年）
- 伝七捕物帳 第152話「哭いた川面の夫婦鳥」（1977年、NTV）
- 江戸の旋風シリーズ（CX）
  - 同心部屋御用帳 江戸の旋風III 第15話「左内の嫁さん」（1977年）
  - 同心部屋御用帳 新・江戸の旋風 第3話「悪女伝の女たち」（1980年）
- 俺たちの朝（NTV） - YMSスポーツクラブ社員
  - 第42話「芸術の秋とチャンスとどうしてこうなるの？」（1977年9月25日）
  - 第45話「グッドバイと男のロマンと心が痛い」（1977年10月23日）
- ロボット110番 第28話「お婆ちゃんの広場」（1977年、ANB） - 細田正彦
- 白い荒野（1977年、TBS）
  - 第6話「許せない! 退学処分」
  - 第8話「栄光がくずれる日」
- 新五捕物帳 第26話「露の涙に春が来る」（1978年、NTV）
- 西遊記II 第11話「毒キノコ 集団記憶喪失」（1979年、NTV）
- 男！あばれはっちゃく 第69話 「オカメが釣れたぞ㋪作戦」（1980年、国際放映）-津村
- 刑事犬カール2 第4話「迷子と消えた拳銃」（1981年、TBS）
- ザ・ハングマンシリーズ（ABC）
  - ザ・ハングマン 第27話「人質は糖尿病 救急ネズミ作戦」（1981年） - 鈴木（三興建設）
  - ザ・ハングマンII 第10話「引き裂かれた水着 スキャンダル殺人」（1982年） - 坂田専務の秘書
  - ザ・ハングマン6 第3話「胃袋パンクまで水を飲ませろ!」（1987年） - 麻薬Gメン
  - ハングマンGOGO 第16話「緊急指令・本日限リデ解散セヨ!」（1987年） - 会計士
- 時代劇スペシャル（CX）
  - 仇討選手（1981年）
  - 怪談津の国屋 半七捕物帳（1984年）
- 西部警察 第105話「謎のルート・マカオ」（1981年、ANB）
- 幻之介世直し帖 第11話「人質救出! 暗闇の対決」（1981年、NTV）
- 大江戸捜査網（TX）
  - 第138話「復讐は俺にまかせろ!」（1974年）
  - 第154話「血染の蛇の目傘」（1974年）
  - 第580話「絶唱 夜霧に消えた女郎花」（1983年）
  - 平成版 第2シリーズ 第13話「無情の町 有情の町」（1992年） - 大目付・内藤勝信
- スーパー戦隊シリーズ（ANB）
  - 科学戦隊ダイナマン 第21話「怒りの北斗必殺剣」（1983年） - 谷本博士
  - 超電子バイオマン 第42話「郷! 命を賭けろ」（1984年） - 大沢
  - 電磁戦隊メガレンジャー 第49話「絶望! 俺たちは嫌われ者!?」 - 第51話「つかむぜ! 俺たちの卒業証書」（1998年） - 高寅成紀校長
- 昭和四十六年 大久保清の犯罪（1983年、TBS）
- 右門捕物帖 第16話「闇からの挑戦」（1983年、NTV）
- メタルヒーローシリーズ（ANB）
  - 宇宙刑事シャリバン 第9話「ビックリハウスは幻夢町0番地」（1983年） - 次郎の父親
  - 巨獣特捜ジャスピオン 第30話「赤い風船 青い風船 バルーンパニック」（1985年） - ハルミの父
  - 機動刑事ジバン 第4話「すてきなバラのプレゼント」（1989年） - 薬田
  - ビーファイターカブト（1996年） - 聖聖学園高校教頭
    - 第8話「カブトついに退学!?」
    - 第16話「救え学園祭アイドル」

  - ビーロボカブタック - 荻窪専務
    - 第24話「パパの釣りバカ日誌」（1997年）
    - 第47話「難問奇問カルトクイズ」（1998年）
- 人妻捜査官 第4話「疑惑!?場外馬券売り場の女」（1984年、ABC）
- ただいま絶好調! 第7話「ザ・埋蔵金」（1985年、ANB）
- 誇りの報酬 第22話「狂乱の拳銃」（1986年） - 所轄署刑事
- 火曜スーパーワイド / (秘)桜荘のあぶない女たち 東京下町レディス下宿（1988年、ANB）
- 火曜サスペンス劇場（NTV）
  - 女検事・霞夕子 第6作「別荘の女」（1988年）
  - フルムーン旅情ミステリー 第7作「冬の風鈴」（1993年）
  - 弁護士・朝日岳之助 第5作「贅沢すぎる殺人」（1993年）
  - 刑事・鬼貫八郎 第9作「沈黙の函」（1999年）※遺作
- じゃあまん探偵団 魔隣組（1988年、CX）
- ゴリラ・警視庁捜査第8班（1989年、ANB）
  - 第5話「ニトロ・トラック」
  - 第14話「傭兵狩り」
- さすらい刑事旅情編（ANB）
  - さすらい刑事旅情編II（1989年）
  - さすらい刑事旅情編IV 第19話「瀬戸大橋・断崖に立つ女・消された記憶」（1992年）
- 火曜ミステリー劇場 / 特急しおかぜ四国殺人ルート（1990年、ANB）
- 代表取締役刑事 第14話「告発の行方」（1991年、ANB）
- 世にも奇妙な物語（CX）
  - 「人格改造ドリンク」（1991年）
  - 「サブリミナル」（1992年）
- 土曜ワイド劇場（ANB）
  - スキースクール 女たちの華麗な斗い!（1991年）
  - 神戸異人館殺人事件（1993年）
  - なんでも屋探偵帳 第4作「血ぬられた死亡診断書が明かす遺産相続の秘密」（1994年）
  - 冬の旅情サスペンス 北都殺人紀行 血塗られたウェディングドレス!!（1995年）
- 昔みたい（1991年、CX）
- 生命燃ゆ（1992年、ANB）
- 真夏の刑事（1992年、ANB）
- 連続テレビ小説 / かりん 第131話、第136話、第137話（1993年、NHK）
- 彼女の嫌いな彼女（1993年、YTV）
- 水曜劇場 / お金がない! 第5話「希望もない!!」（1994年、CX）
- 静かなるドン（1994年、NTV）
- はぐれ刑事純情派（ANB）
  - 第7シリーズ 第19話「親切泥棒? 若い女房を持つ男」（1994年）
  - 第9シリーズ 第9話「女で強請られた男!? 出張風俗の罠」（1996年）
- 金曜ドラマ / 愛していると言ってくれ 第4話「キッス」（1995年、TBS）
- 月曜ドラマ・イン / 花嫁は16才! 第2話「ニセお嬢様のヒサンな結婚」（1995年、ANB）
- 事件・市民の判決（1996年、TX）

### 映画
- 日本処女暗黒史（1969年）
- 就職戦線異状なし（1991年）

### Vシネマ
- ダウンタウン・ガールズ（1991年）